# Petats
Le petats (ou majugan) est une des langues de Nouvelle-Irlande, parlée par 2 000 locuteurs dans la province de Bougainville, le district du passage de Buka, les îles Petats, Pororan et Hitau, au large de la côte ouest de Buka. Ses dialectes sont : Hitau-Pororan, Matsungan, Sumoun. Le sumoun peut être un dialecte. C'est une langue commerciale, utilisée comme langue seconde par 8 000 locuteurs.